# NGC 14
NGC 14 és una galàxia irregular de la constel·lació del Pegàs. Halton Arp l'inclogué en el seu Atlas of Peculiar Galaxies, a la secció de «Galàxies amb aparença de fissió», atès que el seu aspecte irregular fa que sembli que estigui fragmentant-se. William Herschel la descobrí el 18 de setembre del 1786.